# Ciça
Cecilia Whitaker Vicente de Azevedo Alves Pinto (São Paulo, 2 de maio de 1939), mais conhecida como Ciça, é uma jornalista e cartunista brasileira, criadora do personagem O Pato (publicado na Folha de S.Paulo de meados dos anos 1970 até 1985 e, posteriormente, no Jornal do Brasil e na Folha da Manhã) e autora de livros infantojuvenis.
Iniciou a carreira de cartunista em 1967, no Jornal dos Sports. Na Folha de S.Paulo, durante a ditadura militar, publicou a tira O Pato;  a tira fazia crítica cifrada à situação política e social do país usando animais como personagens.  Também colaborou com jornais da imprensa alternativa, como O Pasquim, e feminista, como Mulherio, Brasil Mulher e Nós Mulheres, para os quais desenhou a tira Bia Sabiá.
É casada com Zélio Alves Pinto.  O casal teve três filhos: a artista gráfica Ana Cecília, o dramaturgo Pedro Vicente e o ator Fernando Alves Pinto. Em 2009, ganhou o 21º Troféu HQ Mix na categoria "Grande Mestre".